# Nonthaburi Challenger III 2024 - Doppio maschile
Il doppio del torneo di tennis professionistico Nonthaburi Challenger III 2024, facente parte della categoria Challenger 75 nell'ambito dell'ATP Challenger Tour 2024, si è giocato dal 15 al 21 gennaio a Nonthaburi, in Thailandia. Tra le sedici coppie di partecipanti erano presenti Manuel Guinard e Grégoire Jacq, i detentori del titolo ma sono stati eliminati al primo turno.
In finale Luke Johnson e Skander Mansouri hanno sconfitto Rithvik Choudary Bollipalli e Niki Kaliyanda Poonacha con il punteggio di 7–5, 6–4.

## Teste di serie
1. Luke Johnson /  Skander Mansouri (campioni)
2. Manuel Guinard /  Grégoire Jacq (primo turno)

1. Saketh Myneni /  Ramkumar Ramanathan (primo turno)
2. Toshihide Matsui /  Kaito Uesugi (semifinale)

## Wildcard
1. Credit Chaiyarin /  Natthasith Kunsuwan (primo turno)

1. Pruchya Isaro /  Maximus Jones (quarti di finale)

## Alternate
1. Aziz Dougaz /  Lucas Poullain (primo turno)

## Tabellone

### Legenda
| - Q = Qualificato - WC = Wild card - LL = Lucky loser | - ALT = Alternate - SE = Special Exempt - PR = Protected Ranking | - w/o = Walkover - r = Ritirato - d = Squalificato |

|  | Primo turno | Primo turno                       | Primo turno                       | Primo turno | Primo turno |  |  | Quarti di finale | Quarti di finale                  | Quarti di finale     | Quarti di finale                  | Quarti di finale                  |   |   | Semifinali | Semifinali                    | Semifinali                    | Semifinali                                          | Semifinali                                          |   |   | Finale | Finale | Finale | Finale | Finale |  |
|  |             |                                   |                                   |             |             |  |  |                  |                                   |                      |                                   |                                   |   |   |            |                               |                               |                                                     |                                                     |   |   |        |        |        |        |        |  |
|  | 1           | L Johnson S Mansouri              | 6                                 | 2           | [10]        |  |  |                  |                                   |                      |                                   |                                   |   |   |            |                               |                               |                                                     |                                                     |   |   |        |        |        |        |        |  |
|  |             | S Duncan K Stevenson              | 4                                 | 6           | [8]         |  |  | 1                | L Johnson S Mansouri              | 4                    | 6                                 | [10]                              |   |   |            |                               |                               |                                                     |                                                     |   |   |        |        |        |        |        |  |
|  |             | G Oliveira O Roca Batalla         | G Oliveira O Roca Batalla         | 6           | 7           |  |  |                  | G Oliveira O Roca Batalla         | 6                    | 4                                 | [7]                               |   |   |            |                               |                               |                                                     |                                                     |   |   |        |        |        |        |        |  |
|  | WC          | C Chaiyarin N Kunsuwan            | C Chaiyarin N Kunsuwan            | 1           | 65          |  |  |                  |                                   |                      |                                   |                                   |   |   | 1          | L Johnson S Mansouri          | L Johnson S Mansouri          | 6                                                   | 6                                                   |   |   |        |        |        |        |        |  |
|  | 4           | T Matsui K Uesugi                 | T Matsui K Uesugi                 | 6           | 6           |  |  |                  |                                   | 4                    | T Matsui K Uesugi                 | T Matsui K Uesugi                 | 2 | 4 |            |                               |                               |                                                     |                                                     |   |   |        |        |        |        |        |  |
|  |             | H Hach Verdugo J-s Nam            | H Hach Verdugo J-s Nam            | 3           | 4           |  |  | 4                | T Matsui K Uesugi                 | T Matsui K Uesugi    | 6                                 | 79                                |   |   |            |                               |                               |                                                     |                                                     |   |   |        |        |        |        |        |  |
|  |             | FC Alcantara F Sun                | 4                                 | 6           | [7]         |  |  | WC               | P Isaro M Jones                   | P Isaro M Jones      | 4                                 | 67                                |   |   |            |                               |                               |                                                     |                                                     |   |   |        |        |        |        |        |  |
|  | WC          | P Isaro M Jones                   | 6                                 | 4           | [10]        |  |  |                  |                                   |                      |                                   |                                   |   |   | 1          | Luke Johnson Skander Mansouri | Luke Johnson Skander Mansouri | 7                                                   | 6                                                   |   |   |        |        |        |        |        |  |
|  |             | B Harris A Santillan              | B Harris A Santillan              | 6           | 6           |  |  |                  |                                   |                      |                                   |                                   |   |   |            |                               |                               | Rithvik Choudary Bollipalli Niki Kaliyanda Poonacha | Rithvik Choudary Bollipalli Niki Kaliyanda Poonacha | 5 | 4 |        |        |        |        |        |  |
|  | Alt         | A Dougaz L Poullain               | A Dougaz L Poullain               | 3           | 2           |  |  |                  | B Harris A Santillan              | B Harris A Santillan | 6                                 | 6                                 |   |   |            |                               |                               |                                                     |                                                     |   |   |        |        |        |        |        |  |
|  |             | R Ho K Uchida                     | 65                                | 7           | [10]        |  |  |                  | R Ho K Uchida                     | R Ho K Uchida        | 4                                 | 3                                 |   |   |            |                               |                               |                                                     |                                                     |   |   |        |        |        |        |        |  |
|  | 3           | S Myneni R Ramanathan             | 7                                 | 5           | [7]         |  |  |                  |                                   |                      |                                   |                                   |   |   |            | B Harris A Santillan          | B Harris A Santillan          | 63                                                  | 4                                                   |   |   |        |        |        |        |        |  |
|  |             | A-u-H Qureshi C Rungkat           | A-u-H Qureshi C Rungkat           | 7           | 6           |  |  |                  |                                   |                      | R Bollipalli N Kaliyanda Poonacha | R Bollipalli N Kaliyanda Poonacha | 7 | 6 |            |                               |                               |                                                     |                                                     |   |   |        |        |        |        |        |  |
|  |             | J Paris R Peniston                | J Paris R Peniston                | 5           | 4           |  |  |                  | A-u-H Qureshi C Rungkat           | 3                    | 7                                 | [5]                               |   |   |            |                               |                               |                                                     |                                                     |   |   |        |        |        |        |        |  |
|  |             | R Bollipalli N Kaliyanda Poonacha | R Bollipalli N Kaliyanda Poonacha | 6           | 6           |  |  |                  | R Bollipalli N Kaliyanda Poonacha | 6                    | 64                                | [10]                              |   |   |            |                               |                               |                                                     |                                                     |   |   |        |        |        |        |        |  |
|  | 2           | M Guinard G Jacq                  | M Guinard G Jacq                  | 3           | 4           |  |  |                  |                                   |                      |                                   |                                   |   |   |            |                               |                               |                                                     |                                                     |   |   |        |        |        |        |        |  |